# Bas Jan Ader
Bastiaan Johan Christiaan „Bas Jan” Ader (ur. 19 kwietnia 1942 w Winschoten w Holandii, zaginął na Oceanie Atlantyckim pomiędzy Cape Cod a Irlandią) – holenderski artysta konceptualny, performer, fotograf i twórca filmów. Ostatnie 10 lat swojego życia mieszkał w Los Angeles. Prace Adera były prezentowane przeważnie w postaci filmów, fotografii oraz performanców. Wykonał też instalację o charakterze performatywnym zatytułowaną: Please Don't Leave Me (1969).

## Młodość
Ader wychowywał się w Winschoten pod opieką matki, jako jeden z dwojga synów protestanckiego duchownego – Bastiaana Jana Adera i Johanny Adriany Ader-Appels. Jego ojciec został stracony w 1944 roku przez niemieckie siły okupacyjne za działalność w podziemnym ruchu oporu.

## Edukacja
Uczęszczał na zajęcia plastyczne do Rietveld Academy w Amsterdamie oraz później w USA w ramach programu zagranicznego. Ukończył Otis College of Art and Design w 1965 roku oraz Claremont Graduate School w 1967 roku. Po otrzymaniu dyplomu nauczał w różnych szkołach, w tym w Mount San Antonio College, Immaculate Heart College oraz na Uniwersytecie Kalifornijskim w Irvine.

## Twórczość
Wykonał szereg akcji performatywnych polegających na „upadkach” zarejestrowanych na filmach lub na zdjęciach. Najbardziej znane to: Fall I (Los Angeles, 1970), w którym bezwładnie spada z dachu swojego domu; Fall II (Amsterdam, 1970), w którym spada bezwładnie wraz z rowerem do rzeki; Broken Fall (Organic) (Amsterdam, 1971), w którym wisi wysoko na gałęzi drzewa nad wąską rzeczką po to, by z chwilą utracenia sił wpaść do niej; Nightfall (1971), w którym stojąc w słabo oświetlonym garażu unosi ciężki blok betonu po to, by z chwilą utraty sił upuścić go na jedną z dwóch dających oświetlenie żarówek oraz powtórzenie gestu służące stłuczeniu drugiej żarówki; Broken Fall (Geometric) (West Kapelle w Holandii 1971), w którym stojąc na jednej nodze pośrodku drogi balansuje ciałem tak, by upaść na stojącego obok niego trójkątnego kozła stolarskiego.
Najpopularniejszą jednak pracą jest jego niemy film z 1970 roku I'm too sad to tell you, w którym artysta płacze do kamery. Inne prace tego artysty to: In Search of the Miraculous, Farewell to Faraway Friends, Untitled (Tea Party). Jego powtarzające się we wszystkich realizacjach auto-destrukcyjne działania polegają na podobnej wrażliwości, zainteresowaniu oraz podobnych lękach, co prace innych artystów sztuki konceptualnej i sztuki performance tamtego czasu jak np. Chris Burden czy Bruce Nauman.
Bas Jan Ader stał się ikoną romantycznego konceptualizmu sztuki współczesnej, choć wykonał zaledwie kilka ważnych prac a jego retrospektywne prezentacje mogłyby się zmieścić w jednym, małym pokoju. Jego działania zawsze polegały na uwikłaniu w słabości własnego ciała i jego ograniczenia. Sam nie miał zwyczaju mówić o swojej twórczości dając wymijające odpowiedzi dociekliwym krytykom. Ukoronowaniem tajemnicy stała się jego rozpaczliwa przeprawa przez ocean oraz zaginięcie, które służyły później wielu spekulacjom.

## Śmierć
Artysta zginął podczas próby przepłynięcia Atlantyku jednoosobową długą na cztery metry łodzią żaglową. Próba ta była częścią performance zatytułowanego In Search of the Miraculous (W poszukiwaniu cudownego). Po trzech tygodniach żeglugi kontakt radiowy z Aderem się urwał a po dziesięciu miesiącach znaleziono dryfującą, częściowo podtopioną łódź w okolicy południowo-zachodniego wybrzeża Irlandii. Ciała artysty nigdy nie znaleziono.

## Znaczenie
Romantyczne podejście Adera do konceptualizmu zaowocowało wieloma fascynacjami wśród artystów przyszłych pokoleń. Artysta Christopher Williams wykonał pracę zatytułowaną: Bouquet for Bas Jan Ader and Christopher D'Arcangelo (Bukiet dla Bas Jan Adera i Christophera D'Arcangelo) w 1991 roku.
Wykorzystując niewielką materialnie spuściznę po Aderze zorganizowano dwie duże retrospektywne wystawy jego twórczości. Pierwszej w Sweeney Art Gallery w Riverside (1999), której kuratorem był Brad Spence, towarzyszył katalog z tekstami Thomasa Crowa, Jana Tumlira oraz Brada Spence'a. Druga odbyła się w Camden Arts Centre w Londynie oraz w Museum Boijmans van Beuningen w Rotterdamie a zorganizowana została we współpracy z Kunsthalle Basel. Jej tytuł brzmiał Bas Jan Ader – Please don’t leave me (Bas Jan Ader – Nie zostawiaj mnie, proszę.). Wydany do niej został katalog w języku angielskim wydany przez Museum Boijmans van Beuningen w Rotterdamie pod redakcją Reina Wolfsa z tekstami Erika Beenkera i Jörga Heisera.
W 2006 roku nakręcony został film dokumentalny Here is Always Somewhere Else (Tutaj jest zawsze gdzieś indziej), który znacznie przysłużył się popularyzacji postaci Adera w świecie sztuki. Nakręcony jakby oczami kolegi artysty – duńskiego filmowca Rene Daaldera film jest kroniką życia i pracy Adera. Film został wydany w listopadzie 2008 roku na DVD, które zawierało również wszystkie prace video Jan Bas Adera.